# Nordvision

Países membros da Nordvision.

Nordvision é uma empresa cooperativa, criada em 1959, entre as cinco emissoras estatais dos países nórdicos: DR da Dinamarca, NRK da Noruega, RÚV da Islândia, SVT da Suécia e Yle da Finlândia. A KNR da Groenlândia, o Kringvarp Føroya das Ilhas Faroe e o Utbildingsradio da Suécia participam como membros associados.
Sua sede fica em Copenhague, e o atual secretário-geral é Henrik Hartmann.